# 요한 밥티스트 메츠

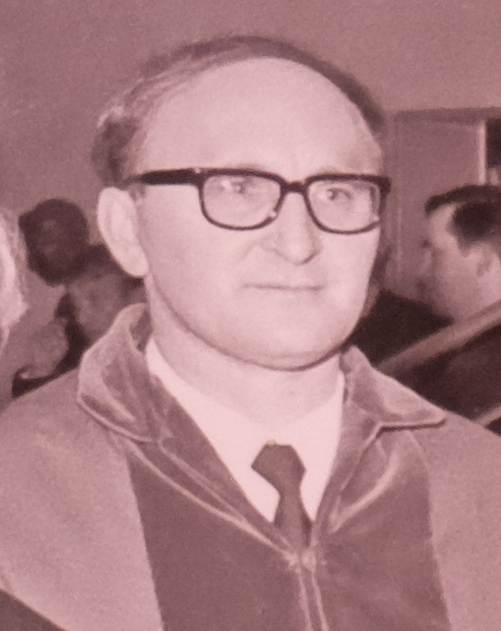

 요한 밥티스트 메츠(Johann Baptist Metz, 1928년 8월 5일 ~ 2019년 12월 2일)는 독일의 가톨릭 신학자이다. 그는 독일 뮌스터 대학교(웨스트팔리안 빌헬름 대학교)에서 근본주의 신학에 입각한 조직신학 교수였으며 은퇴를 하였다. 그가 십대인 1944년 제 2차 세계대전에 징집되었다가 미국 포로로 메릴랜드주 와 버지니아 주에서 수용소 생활을 하였다. 인스브루크 대학교에서 공부하였으며, 마르틴 하이데거와 토마스 아퀴나스의 신학을 칼 라너아래에서 공부하였다. 나찌에 반대하며 몰트만의 해방 신학의 영향으로 그의 정치신학(political theology)의 발전을 보았다.

## 작품
- Metz, Johann Baptist (1969). Theology of the World, trans. William Glen-Doepel. New York: Seabury. ISBN 9780816425686
- Metz, Johann Baptist (1980). Faith in History and Society: Toward a Practical Fundamental Theology. New York: Seabury. ISBN 9780816404261
- Metz, Johann Baptist (1998). Poverty in Spirit. New York: Paulist Press. ISBN 9780809137992